# Zeneta
Zeneta es una pedanía cuyo término se divide entre los municipios de Murcia y de Beniel, de la comarca de la Huerta de Murcia, en la Región de Murcia (España). Cuenta con una población total de 1825 habitantes (INE 2019) y una extensión de 8,425 km². Se encuentra a 13 km de la capital y se sitúa a una altitud media de 50 metros sobre el nivel del mar.

## Geografía
Limita con:
- Al norte: Alquerías y Beniel
- Al este: Orihuela (Provincia de Alicante)
- Al oeste: Alquerías
- Al sur: Los Ramos y Cañadas de San Pedro

## Historia
Su origen se remonta al siglo IX, vinculándose al asentamiento en la zona de unos berberiscos conocidos como los zenetes. En 2020 se encontró una necrópolis de época tardorromana
El nombre ha ido cambiando, desde Azaneta en el siglo XV hasta la Ceneta en el siglo XIX. Esta tribu construyó un primer enclave defensivo sobre el monte de Tabala, donde ya en el siglo XI se levantaría un importante recinto fortificado para controlar el camino entre la Vega del Segura y las costas del Mar Menor. En la falda de esta montaña se encuentra la actual población.
Tras el tratado de Torrellas (1304) y al año siguiente el de Elche, la separación entre los reinos de Murcia y Valencia queda cercana a Zeneta, que permanece finalmente en territorio murciano. Desde entonces y hasta nuestros días ha desarrollado un fuerte vínculo territorial tanto con la Vega Baja y el Marquesado de Beniel, como con la llamada Cordillera Sur, comarca montañosa integrada en la Huerta de Murcia. En 1875 Zeneta pasa a ser aldea de Realengo con alcalde pedáneo, lo que suponía que la localidad no estaría atada a ningún señor ni familia noble. Los años setenta del siglo XX llegaron a suponer un estancamiento demográfico en la localidad muy preocupante. Sin embargo a partir de los años noventa Zeneta experimentó un gran crecimiento debido a la importancia de su sector agrícola, el aumento del peso del sector servicios y por la llegada a la zona de industrias químicas importantes.

## Lugares de interés
- Iglesia Parroquial de Nuestra Señora del Rosario.
- Ruinas del castillo musulmán de Tabala (declarado BIC).
- Paraje natural "La Fuentecica".
- Plaza "El Jardín".

## Cultura
El escritor Camilo José Cela habla sobre su experiencia en Murcia en una entrevista, en la cual menciona también su estancia en Zeneta. Conoció a un zenetero llamado Francisco Ferrer, «domador de abejas en la gentil tierra de Murcia» en sus propias palabras. Escribe también: «Sobre la huerta de Murcia, sobre las acequias de Murcia, sobre los naranjos y los limoneros de Murcia, sobre las dalias de Murcia, vuela, como un raro y minúsculo pájaro de mil colores, la fama del domador de abejas».

## Volcán de Zeneta
El Cabezo Negro de Zeneta es una pequeña sierra volcánica que se sitúa casi en la frontera con Alicante. Está considerado un importante lugar de interés mineralógico y petrológico. Hace unos años, se proyectó instalar en sus inmediaciones una cantera para la explotación del volcán, pero presiones ecologistas se opusieron a ello. La UNESCO consideró este volcán como uno de los mayores monumentos naturales de España; por lo que se considera prohibido crear una cantera allí. No obstante, la explotación sigue funcionando.

## Patrimonio inmaterial
De las distintas festividades que celebra este pueblo a lo largo del año destaca la festividad del carnaval por su típico personaje o disfraz: “Los Cherros”. Los Cherros son vecinos del pueblo disfrazados con sacos de tela o harapos, cencerros y cubiertos de un colorete azul, que recorren las calles atados entre sí con una cuerda y pintan a todo aquel que se cruce en su camino de colorete azul. 
En su origen, este personaje fue creado para recaudar dinero, ya que la única forma de librarse de que te pintaran con el colorete era pagando.